# تام سایر (فیلم ۲۰۰۰)
تام سایر (انگلیسی: Tom Sawyer) انیمیشنی ویدئویی است که در سال ۲۰۰۰ منتشر شد. این انیمیشن اقتباسی از رمان ماجراهای تام سایر اثر مارک توین است که شخصیت‌های آن به جای انسان‌ها، حیوان‌هایی انسان‌واره هستند.